# Yevhen Petrushevych
Yevhen Omelianovych Petrushevych (tiếng Ukraina: Євге́н Омеля́нович Петруше́вич; 3 tháng 6 năm 1863 – 29 tháng 8 năm 1940) là một luật sư, chính trị gia người Ukraina. Ông là tổng thống của nhà nước Cộng hòa Nhân dân Tây Ukraina được thành lập sau sự sụp đổ của Đế quốc Áo-Hung vào năm 1918.

## Sự nghiệp chính trị
Năm 1907, Yevhen Petrushevych được bầu vào Hội đồng Hoàng gia Cisleithania (Reichsrat). Ông trở thành một trong những nhà lãnh đạo và sau đó là người đứng đầu Câu lạc bộ Nghị viện Ukraina. Năm 1910, ông được bầu vào Hạ viện Galicia ở Lviv từ quận Stryi. Là nhân vật hàng đầu của Câu lạc bộ Sejm Ukraina, ông đã lãnh đạo cuộc đấu tranh đầy tâm huyết cho luật bầu cử mới và đạt được mục tiêu tăng hạn ngạch ủy nhiệm của Ukraina tại Sejm từ 12 lên 34, rồi lên 62.
Trong Thế chiến thứ nhất với tư cách là người đứng đầu phái đoàn quốc hội Ukraina, ông đã đấu tranh chống lại kế hoạch sáp nhập Galicia vào tay Ba Lan và là người tôn trọng quyền tự trị lãnh thổ ở Áo. Là người đứng đầu phái đoàn Galicia tại Brest-Litovsk vào tháng 2 năm 1918, ông ủng hộ việc đưa trách nhiệm trao quyền tự trị cho Galicia của Áo vào phụ lục bí mật của nghị quyết hội nghị quốc tế. Cùng với các nghị sĩ Séc và Slovakia, ông đã xây dựng một dự án về việc thành lập các quốc gia dân tộc thống nhất với Áo trên vùng đất của Đế quốc và đệ trình nó để Kaiser xem xét. Tuyên ngôn của Kaiser Karl ngày 18 tháng 10 năm 1918 đã tuyên bố quyền tự quyết của các dân tộc.
Vào ngày 19 tháng 10, Đại diện cử tri Ukraina tại Lviv đã phê chuẩn nghị quyết thành lập Nhà nước Ukraina độc lập trên lãnh thổ dân tộc phía Tây. Để thực hiện nghị quyết, họ đã bầu ra Rada (Hội đồng) Quốc gia Ukraina; Yevhen Petrushevych trở thành chủ tịch của nó. Là người ủng hộ việc chuyển giao quyền lực một cách hòa bình cho người Ukraina, ông đã tiến hành các cuộc đàm phán với các quan chức ở Viên. Nhưng trước mối đe dọa từ phía người Ba Lan, phái đoàn Lviv của Hội đồng Quốc gia do Kost Levytsky đứng đầu đã nắm quyền bằng vũ lực và vào ngày 1 tháng 11 tuyên bố thành lập Cộng hòa Nhân dân Tây Ukraine (WUPR). Chính phủ của Levytsky được thành lập vào ngày 9 tháng 11 và bắt đầu xây dựng nhà nước quốc gia.
Sau khi Chiến tranh Ba Lan – Ukraina bùng nổ và thất bại tại Lviv, chính phủ WUPR vẫn ở Stanislaviv (nay là Ivano-Frankivsk). Là chủ tịch Hội đồng Quốc gia, Petrushevych chủ yếu thực hiện các chức năng đại diện, nhưng nhờ văn hóa chính trị và kinh nghiệm nghị viện của mình, ông có ảnh hưởng trong việc đưa ra các quyết định quan trọng nhất của nhà nước. Hội đồng Quốc gia đã xây dựng một số đạo luật cần thiết để điều chỉnh đời sống kinh tế - chính trị - xã hội, đặt nền móng pháp lý cho nhà nước và bảo vệ nhà nước khỏi những xung đột xã hội gay gắt và những biểu hiện mang tính phá hoại.
Vào ngày 9 tháng 6 năm 1919, theo quyết định của các cơ quan có thẩm quyền cấp cao nhất của nhà nước, Petrushevych được trao danh hiệu nhà độc tài được ủy quyền (tại Zalishchyky), có nghĩa là ông vừa đóng vai trò là tổng thống vừa là người đứng đầu chính phủ. Khi vào tháng 7 năm 1919, quân đội Galicia rút lui qua Zbruch vào Cộng hòa Nhân dân Ukraine, chính phủ WUPR đã định cư ở Kamianets-Podilskyi. Mối quan hệ giữa Petrushevych và Chủ tịch Đốc chính Symon Petliura trở nên xấu đi trong thời kỳ này, và Petrushevych bị cách chức khỏi Đốc chính vì phản đối liên minh Ukraina-Ba Lan. Vào mùa thu năm 1919 Petrushevych rời đến Viên, nơi chính phủ lưu vong tiếp tục hoạt động ngoại giao nhằm khôi phục nền độc lập của ZUNR. Tổng thống đã cử các phái đoàn Ukraina tới các cuộc đàm phán quốc tế ở Riga và Geneva, gửi các công hàm và thông điệp tới địa chỉ của Hội Quốc Liên, nhận được một nghị quyết trong đó đề nghị Hội đồng Đại sứ ở Paris xem xét vấn đề Galicia. Với mục đích xác định nguyện vọng của người Ukraina, ông đã xây dựng một dự thảo cơ bản về Hiến pháp của Cộng hòa Galicia Ukraina. Năm 1922 Petrushevych dẫn đầu phái đoàn Ukraina tới Geneva, nơi diễn ra hội nghị quốc tế.
Nhưng vào ngày 15 tháng 3 năm 1923, Hội đồng Đại sứ đã thông qua một nghị quyết theo đó các vùng đất Tây Ukraina sẽ bị Ba Lan sáp nhập mà không cần bảo lưu.
Sau khi chính phủ lưu vong bị giải thể, Petrushevych tiếp tục các hoạt động ngoại giao và yêu nước để bảo vệ người dân Galicia Ukraina bị áp bức, đồng thời tiếp tục xuất bản cơ quan tuyên truyền của ZUNR là tờ Ukrainsky prapor (Biểu ngữ Ukraina). Do thất vọng về quyết định tháng 3, ông đã công khai đi theo chủ nghĩa Xô Viết. Ông duy trì liên lạc với các đại diện Liên Xô ở Viên và Berlin, nơi ông chuyển đến từ năm 1923. Năm 1923, Bộ Chính trị Đảng Cộng sản Liên Xô quyết định ủng hộ tài trợ cho các hoạt động của Petrushevych, và hai năm sau Bộ Chính trị Ukraina cũng đưa ra quyết định tương tự. Petrushevych tiếp tục nhận được hỗ trợ tài chính ít nhất cho đến cuối những năm 1920.

## Cuộc sống sau này, qua đời và di sản
Bất chấp những khó khăn trong cuộc sống của người di cư, về già, ông vẫn cộng tác với Hiệp hội Quốc gia Ukraina, duy trì mối quan hệ với Hetman Pavlo Skoropadskyi.
Petrushevych qua đời vào ngày 29 tháng 8 năm 1940 và được chôn cất tại nghĩa trang Nhà thờ St. Hedwig tại Berlin.
Vào ngày 1 tháng 11 năm 2002, hài cốt của Yevhen Petrushevych được cải táng tại Nghĩa trang Lychakiv ở Lviv theo sáng kiến của Yury Ferentsevych.